# Simon Fuller
Pour les articles homonymes, voir Fuller.

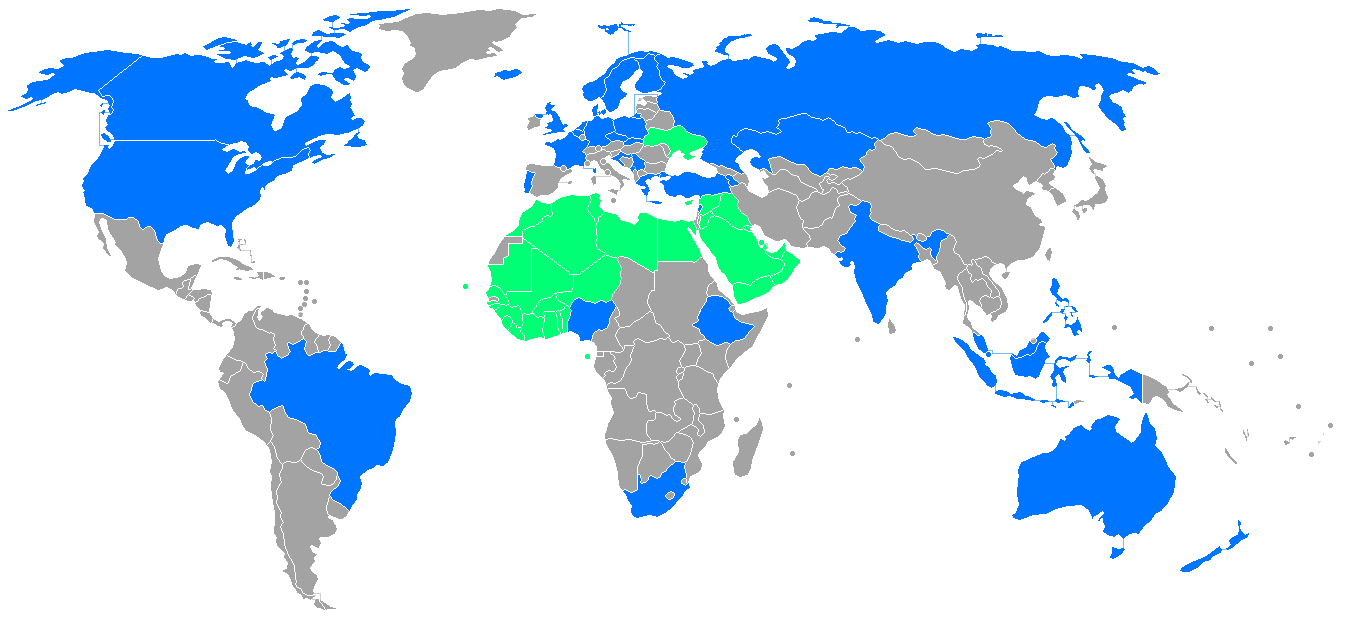
Pays où sont diffusés une version spécifique de Idols en bleu, une version importée en vert

Simon Fuller, né le 17 mai 1960 à Hastings dans le Sussex de l'Est, est un producteur de disques et de télévision anglais qui est connu pour avoir été l'imprésario du S Club 7, des Spice Girls et d'Annie Lennox du groupe Eurythmics, ainsi que le créateur de la série de télé-crochets idols qui se décline sous les noms « Pop Idol » en Angleterre, « Nouvelle Star » en France ou encore « American Idol » aux États-Unis, dans finalement plus de cinquante déclinaisons réparties dans le monde.
Il devient en 2011 le manager de Lewis Hamilton. En 2014, Lewis Hamilton décide de rompre son contrat avec la société XIX Entertainment de Simon Fuller. Il reste le soutien financier de Victoria Beckham lorsque au milieu des années 2010, elle devient femme d'affaires et se lance dans la mode.